# Poljica (gmina Podbablje)
Poljica – wieś w Chorwacji, w żupanii splicko-dalmatyńskiej, w gminie Podbablje. W 2011 roku liczyła 808 mieszkańców.